# 龍多斯區
9°58′50″S 76°41′10″W / 9.98056°S 76.68611°W
龍多斯區（西班牙語：Distrito de Rondos），是秘魯的一個區，位於該國中部瓦努科大區的勞里科查省，始建於1932年12月27日，面積169.4平方公里，海拔高度3,566米，2005年人口7,172，人口密度每平方公里42人。